# 阿爾布雷希特二世 (巴伐利亞)

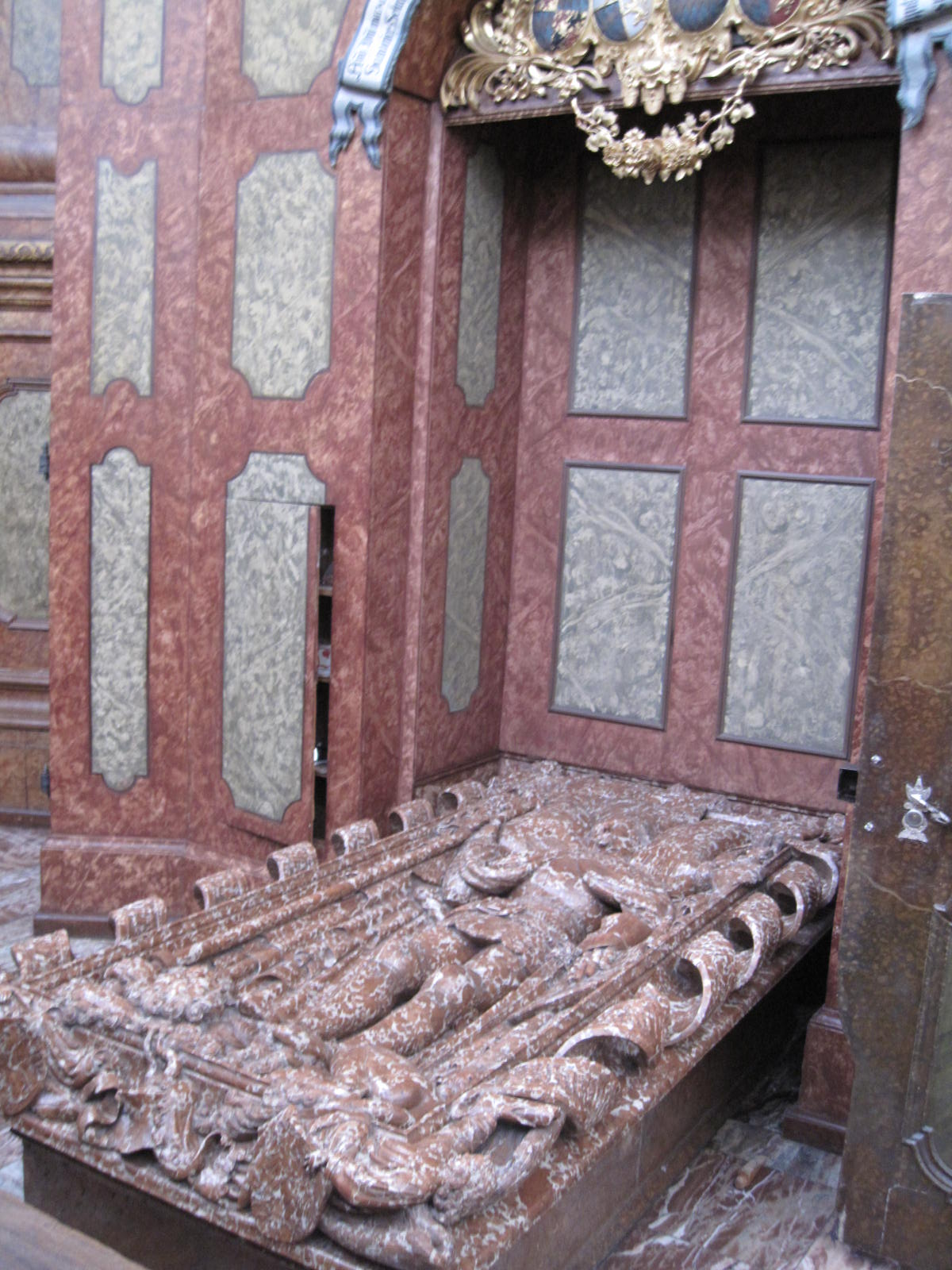
阿爾布雷希特二世在施特勞賓加爾默羅教堂之墓

阿爾布雷希特二世（德語：Albrecht；1368年—1397年1月21日），維特爾斯巴赫家族成員，巴伐利亞-施特勞賓公爵（1389年—1397年在位），亦曾與父親兄長共治荷蘭伯國、澤蘭伯國和埃諾伯國等低地國家。此外，從1389年直到他的1397年去世，他以父親的名義管理巴伐利亞-施特勞賓，這是巴伐利亞公爵的繼承權領地。
神聖羅馬皇帝路易四世與第二任妻子瑪格麗特二世所生的第三子阿爾布雷希特一世次子、荷蘭伯爵威廉六世之弟、荷蘭伯爵約翰三世之兄。阿爾布雷希特二世的母親是波希米亞國王瓦茨拉夫二世的曾孫女布里格的瑪格麗特。
阿爾布雷希特二世於1368年出生。1370年，他就與神聖羅馬皇帝查理四世與第四任妻子波美拉尼亞的伊莉莎白所生的長女安妮訂婚，當時安妮也只有4歲。然而，安妮終於1382年與英格蘭國王理查二世結婚。
自1377年起，阿爾布雷希特二世大部分時間都在施特勞賓度過，他大部分時間安排競技比武，政績方面，他維修了多瑙河大橋和自1376年以來鋪設的道路，下令引入路面。阿爾布雷希特二世和他的父親一樣，促進了巴伐利亞-施特勞賓的30多個城市和市場的經濟發展。特別是在首都施特勞賓，並活躍於建築。除了由父親阿爾布雷希特一世於1356年興建的公爵宮殿外，記載他們父子二人亦興建很多大型的教堂建築如聖雅各布教堂，聖韋特教堂和加爾默羅會教堂，值得一提的是，其中包括大教堂建造者漢斯·克魯門瑙爾和漢斯·馮·博格豪森等名人都有參與。也正是在這個時候，城鎮廣場上的一幢物業被改造成市政廳，首階段的市政大樓建設完成。
他沒有參加於1392年伯父斯特凡二世三個兒子之間的內部衝突，但支持他們對士瓦本城市同盟和薩爾茨堡大主教的戰爭。阿爾布雷希特二世原本是巴伐利亞-施特勞賓的繼承人，而北部低地國家地區則是他的長兄威廉繼承。阿爾布雷希特二世幾次到低地國家拜訪他的父親和兄弟。因此，他於1391年夏天住在海牙，與父親一起去荷蘭伯國和澤蘭伯國的重要城市。並於1396年與父親和哥哥威廉二世一起對抗弗里斯蘭人。阿爾布雷希特二世返回施特勞賓的途中，阿爾布雷希特二世於1397年1月21日在凱爾海姆逝世，享年29歲，他可能死於肺炎。阿爾布雷希特二世葬在施特勞賓加爾默羅教堂，他的墳墓由他的弟弟約翰三世於1410年左右興建，是施特勞賓-荷蘭系男性成員中唯一倖存至今的墓穴，墓誌銘為：“在公元1397年，聖艾格尼絲那天，著名的巴伐利亞公爵阿爾布雷希特王子走出這一生。願他的靈魂與信徒同在安息。”，其墓是該市最有價值的藝術品之一。